# József Pusztai

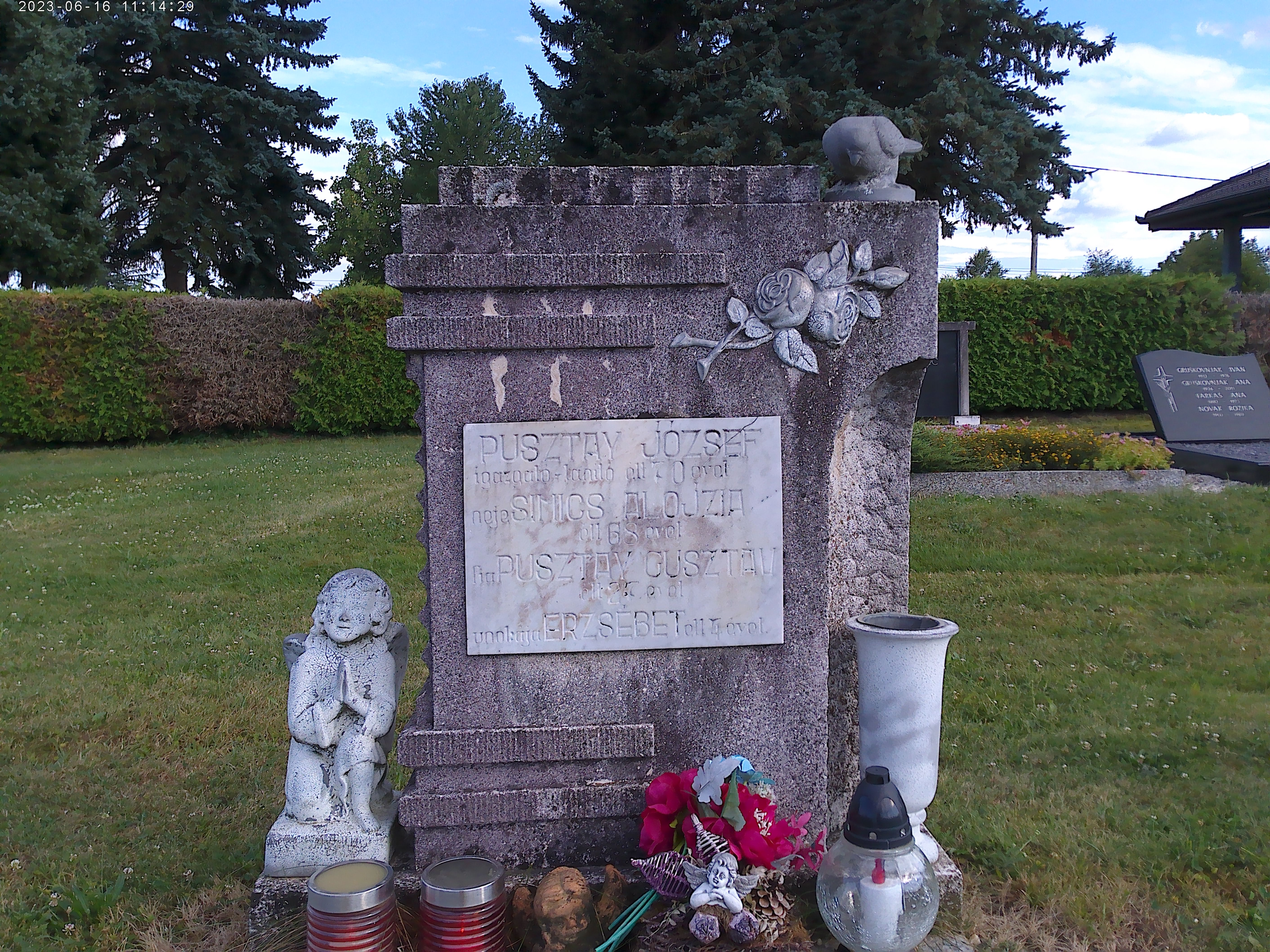
Lápida del escritor y profesor esloveno József Pusztai (nacido en Pozderec) (1864-1934) en el cementerio de Beltinci, Prekmurje (Eslovenia).

József Pusztai, József Pozderecz o Jožef Pustai, alias Tibor Andorhegyi (Beltinci, 26 de enero de 1864-ibídem, 13 de febrero de 1934) fue un escritor, periodista, profesor y cantor esloveno principalmente en húngaro
Nacido en la región de Prekmurje, su familia modificó su apellido a Pusztai, al considerarse magiares que debían asimilar la cultura eslovena. Estudió magisterio en Čakovec y Pécs, donde se graduó en 1883 y trabajó en Szőce antes de regresar a Prekmurje. Publicó artículos para varias publicaciones.

## Obra
- Krcsánszko katholicsanszko pesmi z iz potrejbnimi molitvami i vnógimi vogrszkimi peszmami / Kersztény katholikus egyházi énekek a legszükségesebb imákkal és több magyar énekkel
- Mála molitvena kniga z potrejbnimi molitvani i vnó gimi peszmami za katholicsanszko mladézen / Kis imakönyv a legszükségesebb imákkal és énekekkel a kath. ifjúság számára